# James Lennon
James Lennon, né à une date inconnue et décédé le 13 août 1958, est une personnalité politique irlandaise. 

## Biographie
Il est élu sous la bannière du Sinn Féin lors de l'élections générales britanniques de 1918 pour la circonscription de Carlow. Au même tire que tous les députés du Sinn Féin, il refuse alors de siéger à la Chambre des communes du Royaume-Uni à Londres. Au moment de son élection il est emprisonné.
Il est élu de nouveau pour la circonscription  de Carlow-Kilkenny lors des élections générales de 1921. Il s'oppose alors au traité anglo-irlandais et vote contre celui-ci au Dáil Éireann. Il se représente sous la bannière des anti-traité à l'élection générale de 1922 mais échoue à être réélu.